# Liste der Baudenkmäler in Weihmichl
Auf dieser Seite sind die Baudenkmäler in der niederbayerischen Gemeinde Weihmichl zusammengestellt. Diese Tabelle ist eine Teilliste der Liste der Baudenkmäler in Bayern. Grundlage ist die Bayerische Denkmalliste, die auf Basis des Bayerischen Denkmalschutzgesetzes vom 1. Oktober 1973 erstmals erstellt wurde und seither durch das Bayerische Landesamt für Denkmalpflege geführt wird. Die folgenden Angaben ersetzen nicht die rechtsverbindliche Auskunft der Denkmalschutzbehörde.

## Baudenkmäler nach Ortsteilen

### Weihmichl
| Lage                       | Objekt                           | Beschreibung | Akten-Nr.    | Bild                             |
| -------------------------- | -------------------------------- | --- | ------------ | -------------------------------- |
| Am Pfarranger 4 (Standort) | Ehemaliger Pfarrhof mit Wohnhaus | zweigeschossiger Walmdachbau; ehemaliger Stall, eingeschossiger massiver Satteldachbau; Scheune, massives Gebäude mit Halbwalm; 1813. | D-2-74-187-2 | Ehemaliger Pfarrhof mit Wohnhaus |
| Eichenstraße 4 (Standort)  | Ehemaliges Hirtenhaus            | Wohnstallhaus, eineinhalbgeschossiger Blockbau mit Steildach, 1618 (dendrochronologisch datiert), Stallteil später ausgemauert. | D-2-74-187-3 | Ehemaliges Hirtenhaus            |
| Hauptstraße 22 (Standort)  | Wohnstallhaus eines Dreiseithofs | zweigeschossiger und traufseitig erschlossener Greddachbau, Wohnteil mit Blockbau-Obergeschoss, Traufschrot und Kuchlkammer, 1694 (dendrochronologisch datiert), Stallteil, gewölbter Massivbau, 1857/58. | D-2-74-187-4 | Wohnstallhaus eines Dreiseithofs |
| Hauptstraße 24 (Standort)  | Pfarrkirche St. Willibald        | Saalkirche mit eingezogenem Chor, Langhaus und Chor barock, 1725/30, Turmuntergeschosse spätgotisch, mit Lisenengliederung, südlich Chorflankenturm mit Geschossgliederung, achteckigem Aufsatz und Spitzhelm (erneuert); mit Ausstattung. Die Fresken im Chor: Trinität, Christus als Kinderfreund, im Langhaus: hl. Willibald, Puttenköpfe (um die Hl. Geist-Öffnung), Wunibald, die Seitenaltarbilder: Geburt Christi und Vermählung Mariä sind von dem Kirchenmaler Josef Wittmann, Maler des Neubarock in 1910 gemalt. | D-2-74-187-1 | weitere Bilder                   |

### Edenland
| Lage                                              | Objekt                    | Beschreibung | Akten-Nr.    | Bild                      |
| ------------------------------------------------- | ------------------------- | --- | ------------ | ------------------------- |
| Kapellenstraße 2 (Standort)                       | Katholische Marienkapelle | massiver Satteldachbau mit Dachreiter, einfacher klassizistischer Bau des 19. Jahrhunderts; mit Ausstattung.           | D-2-74-187-7 | Katholische Marienkapelle |
| Kreuzfeld, 700 m westlich von Edenland (Standort) | Feldkapelle Fatima        | kleiner massiver Satteldachbau, mit klassizistischer Putzgliederung, zweites Viertel 19. Jahrhundert; mit Ausstattung. | D-2-74-187-8 | Feldkapelle Fatima        |

### Oberneuhausen
| Lage                      | Objekt                          | Beschreibung | Akten-Nr.    | Bild           |
| ------------------------- | ------------------------------- | --- | ------------ | -------------- |
| Am Kirchberg 5 (Standort) | Filialkirche St. Peter und Paul | Saalkirche, Langhaus romanisch, Chor spätgotisch, zweite Hälfte 15. Jahrhundert, Strebepfeiler und Putzgliederung, südlich Chorflankenturm mit Geschossgliederung, Blendbögen, Achteckaufsatz und Spitzhelm; mit Ausstattung. | D-2-74-187-9 | weitere Bilder |

### Schachten
| Lage                  | Objekt                           | Beschreibung | Akten-Nr.     | Bild                             |
| --------------------- | -------------------------------- | --- | ------------- | -------------------------------- |
| Haus Nr. 2 (Standort) | Wohnstallhaus eines Dreiseithofs | zweieinhalbgeschossiger Steildachbau, Blockbau und Ziegelmauerwerk, mit Trauf- und Giebelschrot, 18. Jahrhundert, später weitgehend ausgemauert. | D-2-74-187-10 | Wohnstallhaus eines Dreiseithofs |

### Stollnried
| Lage                          | Objekt                             | Beschreibung | Akten-Nr.     | Bild                      |
| ----------------------------- | ---------------------------------- | --- | ------------- | ------------------------- |
| Kirchstraße 5 (Standort)      | Wallfahrtskirche Mariä Himmelfahrt | Saalkirche mit eingezogenem Chor, Anlage des frühen 14. Jahrhunderts, Verlängerung des Schiffes nach Westen 1847, Chorerweiterung 1896, südlich Chorflankenturm mit einfacher Geschossgliederung und Spitzhelm; mit Ausstattung. | D-2-74-187-11 | weitere Bilder            |
| Neuhauser Straße 3 (Standort) | Ortskapelle St. Sebastian          | kleiner massiver Satteldachbau mit einfacher Putzgliederung, nach Mitte 19. Jahrhundert; mit Ausstattung. | D-2-74-187-12 | Ortskapelle St. Sebastian |

### Unterneuhausen
| Lage                              | Objekt                                           | Beschreibung | Akten-Nr.     | Bild                                             |
| --------------------------------- | ------------------------------------------------ | --- | ------------- | ------------------------------------------------ |
| Kirchweg (im Friedhof) (Standort) | Kapelle im Friedhof                              | neugotischer Backsteinbau mit Dachreiter, Rundbogenfries, Ende 19. Jahrhundert. | D-2-74-187-16 | weitere Bilder                                   |
| Kirchweg 3 (Standort)             | Kapelle                                          | neugotischer Backsteinbau, nordseitig Glockenturm mit Helm, Ende 19. Jahrhundert; mit Ausstattung. | D-2-74-187-17 | weitere Bilder                                   |
| Kirchweg 9 (Standort)             | Pfarrkirche St. Laurentius                       | Saalkirche mit Westturm, barocke Anlage von 1741, mit Lisenengliederung, abgesetztem Sockel und Fries, Turm mit oktogonalem Aufsatz und Zwiebelhaube; mit Ausstattung.                                         | D-2-74-187-14 | weitere Bilder                                   |
| Kirchweg 11 (Standort)            | Pfarrhof mit Stadel                              | zweigeschossiger Satteldachbau mit Ecklisenen und abgesetztem Giebel, 18. Jahrhundert; Pfarrstadel, massiver Satteldachbau, wohl gleichzeitig.                                                                 | D-2-74-187-15 | Pfarrhof mit Stadel                              |
| Römerstraße 2 (Standort)          | Brauereigasthof Weinzierl                        | Vierseitanlage, zwei Giebelbauten zur Straße gerichtet, durch Zwischentrakt mit Hofdurchfahrt verbunden, zweigeschossige Satteldachbauten, von 1865; Brauereigebäude im Hof, massiver Satteldachbau, von 1825. | D-2-74-187-13 | Brauereigasthof Weinzierl                        |
| Stollnrieder Straße 6 (Standort)  | Kegelbahnbau der ehemaligen Bahnhofsrestauration | zweiteiliger Pavillonbau, Holzfachwerk mit verputzten Ziegelausfachungen, Kopfbau mit gebrochenem Pyramidendach, nach 1900.                                                                                    | D-2-74-187-19 | Kegelbahnbau der ehemaligen Bahnhofsrestauration |

### Wochesland
| Lage                  | Objekt     | Beschreibung | Akten-Nr.     | Bild       |
| --------------------- | ---------- | --- | ------------- | ---------- |
| Haus Nr. 2 (Standort) | Hofkapelle | massiver Bau mit Satteldach und Dachreiter mit Spitzhelm, mit Lisenen- und Putzgliederung, neugotisch, bezeichnet 1884; mit Ausstattung. | D-2-74-187-18 | Hofkapelle |

## Ehemalige Baudenkmäler
In diesem Abschnitt sind Objekte aufgeführt, die früher einmal in der Denkmalliste eingetragen waren, jetzt aber nicht mehr. Objekte, die in anderem Zusammenhang also z. B. als Teil eines Baudenkmals weiter eingetragen sind, sollen hier nicht aufgeführt werden. Aktennummern in diesem Abschnitt sind ehemalige, jetzt nicht mehr gültige Aktennummern.

| Lage                                | Objekt            | Beschreibung | Akten-Nr.    | Bild              |
| ----------------------------------- | ----------------- | --- | ------------ | ----------------- |
| Weihmichl Hauptstraße 27 (Standort) | Doppelfirstanlage | Gasthof mit Wirtschaftsgebäude, zweigeschossige Satteldachbauten, des 16./17. Jahrhunderts, Umbauten im 18. Jahrhundert; südlich anschließender Ökonomiebau, Backsteinbau mit Satteldach, wohl 18. Jahrhundert. | D-2-74-187-5 | Doppelfirstanlage |
| Edenland Dorfstraße 5 (Standort)    | Mittertennhaus    | eingeschossiger Blockbau, 17./18. Jahrhundert. | D-2-74-187-6 | Mittertennhaus    |